# Aedes principiorum
Aedes principiorum − specjalne pomieszczenie w budynkach sztabowych fortów rzymskich, w których przechowywano oddziałowe sztandary.